# Sinningia pusilla
Sinningia pusilla là một loài thực vật có hoa trong họ Tai voi. Loài này được (Mart.) Baill. miêu tả khoa học đầu tiên năm 1888.